# WikiScanner
WikiScanner (contração de Wikipedia Scanner) é uma ferramenta criada por Virgil Griffith, um norte-americano de 27 anos (2010), estudante de Ciência da Computação e Sistemas Neurais. Wikiscanner foi liberada em 14 de agosto de 2007, e consiste em um buscador de uma base de dados que contém milhões de editores anônimos da Wikipédia.

## Características
O método do WikiScanner é semelhante às ferramentas de busca mais comuns, em que o usuário pode procurar pelos nomes dos possuidores dos domínios que fizeram alterações, pelos locais a partir de onde as mudanças foram feitas, pelo IP dos computadores ou ainda por artigos modificados.
Assim, através do site wikiscanner.virgil.gr é possível buscar os computadores de onde saíram modificações feitas nos artigos da Wikipedia.
Atualmente o sistema faz as buscas nas bases de dados das Wikipédias em inglês,  alemão e japonês. Mas Griffith, que se define em sua página pessoal como um "cientista louco" e um "tecnologista disrruptivo" (no original, Mad Scientist. Disruptive Technologist.), afirmou:
| “ | Vou liberar o código-fonte do programa e qualquer um poderá fazer uma versão brasileira do WikiScanner. | ” |

Através do WikiScanner descobriu-se que críticas e dados negativos acerca de governos e organizações eram muitas vezes apagados dos artigos, e a origem dessas alterações eram os computadores desses mesmos governos (EUA, Austrália, Portugal, Vaticano) e organizações (Microsoft, Apple Inc., PepsiCo, entre outras).